# Трунов, Александр Михайлович
Александр Михайлович Трунов (1913 — 7 января 1972) — командир отделения 10-го отдельного моторизованного противотанково-огнемётного батальона (3-я ударная армия, 1-й Белорусский фронт), сержант, участник Великой Отечественной войны, кавалер ордена Славы трёх степеней.

## Биография
Родился 19 января 1913 года в деревне Попковка (ныне  Сухиничского района Калужской области России) в семье крестьянина. Русский. Образование начальное. Проживал в Новодеревенском районе Рязанской области. Работал колесным мастером, вальщиком обуви. В октябре 1935 года после призыва в Красную Армию был признан годным к нестроевой службе и зачислен в запас.
22 июня 1941 года был вновь призван в армию Новодеревенским райвоенкоматом. Весь боевой путь от города Старая Русса (Новгородская область) до Берлина прошёл в огнемётных частях. Начинал рядовым в 4-й отдельной фугасно-огнемётной роте на Северо-Западном фронте. В сентябре 1943 года рота была обращена на формирование 10-го отдельного огнемётного батальона, через несколько месяцев переформированного в 10-й отдельный моторизованный противотанковый огнемётный батальон. В его составе прошёл до конца войны. Воевал на 1-м Белорусском фронте.
Летом 1944 года батальон поддерживал части 27-го гвардейского стрелкового корпуса, который вёл бои на Магнушевском плацдарме. К этому времени сержант Трунов командовал отделением. 
16 августе в бою у деревни Студзянки на Магнушевском плацдарме сержант Трунов, будучи раненым, продолжал участвовать в отражении контратаки противника. Огнём из личного оружия уничтожил несколько гитлеровцев.
Приказом по частям 27-го гвардейского стрелкового корпуса от 21 декабря 1944 года сержант Трунов Александр Михайлович награждён орденом славы 3-й степени.
В дальнейшем в составе батальона принимал участие на Пулавском плацдарме, в Варшавско-Познанской операции. В этих боях батальон действовал в составе 33-й армии, которая вышла к реке Одер в районе города Фюрстенберг, форсировала реку и захватила плацдарм. 
19 февраля 1945 года в бою при закреплении плацдарма на западном берегу реки Одер старший сержант Трунов был ранен осколком вражеской мины. После оказания первой помощи вернулся в бой и продолжал командовать свои отделением. Задача по закреплению плацдарма была выполнена.
Приказом по войскам 33-й армии от 9 апреля 1945 года (№ 82/н) старший сержант Трунов Александр Михайлович награждён орденом славы 2-й степени.
Этот орден остался не врученным, так как к тому времени батальон, в котором воевал старший сержант Трунов, обеспечивал боевые действия другой армии – 3-й ударной. Снова отличился на завершающем этапе войны – при штурме гитлеровской столицы.
В конце апреля 1945 года в уличных боях в городе Берлин старший сержант Трунов со своим отделением обеспечивал продвижение стрелковых подразделений. Прикрываясь дымовыми шашками устанавливал огнемёты в 20-30 метрах от зданий, превращённых в опорные пункты, и выжигал их. Огнём из автоматов бойцы отделения уничтожали выкуренных гитлеровцев. Отделением старшего сержант Трунова были уничтожены танк «Пантера» и до 30 вражеских солдат, сожжено 6 домов. За эти бои был представлен к награждению орденом Отечественной войны 2-й степени, но так как отметки о предыдущем награждении орденом Славы 2-й степени не было, статус награды был изменён. 
Приказом по войскам 1-го Белорусского фронта от 30 мая 1945 года (№ 588/н) старший сержант Трунов Александр Михайлович награждён орденом славы 2-й степени (повторно).
В октябре 1945 года был демобилизован. 
Указом Президиума Верховного Совета СССР от 20 декабря 1951 года приказ от 30 мая 1945 года был отменён и Трунов Александр Михайлович награждён орденом славы 1-й степени. Стал полным кавалером ордена Славы.
С января 1946 года жил в городе Ряжск Рязанской области. Работал бригадиром валяльного цеха Ряжского промкомбината, с 1957 года и до ухода на пенсию в 1965 году - кочегаром котельной Ряжской районной больницы. 
Скончался 7 января 1972 года. Похоронен на воинском кладбище города Ряжск Рязанской области.

## Награды
- Полный кавалер ордена Славы:
  - орден Славы I степени (20.12.1951)[3];
  - орден Славы II степени (09.04.1945)[4];
  - орден Славы III степени (21.12.1944)[5];
- медали, в том числе:
  - «За освобождение Варшавы» (9.6.1945)[6]
  - «За взятие Берлина» (9.5.1945)[7]
  - «В ознаменование 100-летия со дня рождения Владимира Ильича Ленина» (6 апреля 1970)
  - «За победу над Германией» (9 мая 1945[8])[9]
  - «20 лет Победы в Великой Отечественной войне 1941—1945 гг.» (7 мая 1965[10])
  - «50 лет Вооружённых Сил СССР» (26 декабря 1967[11])
- Знак «25 лет победы в Великой Отечественной войне» (1970)
- Имел 7 благодарностей от Верховного Главнокомандующего.

## Память
- На могиле установлен надгробный памятник
- Его имя увековечено в Главном Храме Вооружённых сил России, и навсегда запечатлено на мемориале «Дорога памяти»